# Rosa Geinger
Rosa Geinger (Gent, 3 februari 1913 - Gent, 27 april 1995) was een Belgisch zangeres en actrice uit Gent alwaar ze bekend was voor haar gebruik van het dialect in haar liederen en toneel. Ze was vooral bekend van haar rollen in Gaston en Leo.

## Biografie
Haar familie woonde in de buurt van de Dampoort te Gent, waar ze dan ook opgroeide. Ze stond van haar acht jaar op de planken..
In 1973 werd ze lid van de Gentse toneelgroep "De melomanen en stapte in 1980 over naar het Gents Amusementstheater. Ze was ook actief in de toneelgroep Verticaal.
Op 70-jarige leeftijd speelde ze in 1983 nog de rol van de legendarische Lene Maréchal in de musical "Lene Maréchal, de revue van een proeverigge".
Ze richtte samen met Henri Fack en Noël Fack in 1991 het trio "Kaak, Kaak Nen Dreidekker" op voor de heropleving van het café-chantant. Kort daarna kwam ook Pat Remue bij de groep. Uiteindelijk zong Geinger op de eerste 3 Dreidekker cd's mee.

## Filmografie
- Het gezin van Paemel van Cyriel Buysse
- Vrijdag uit 1981 van Hugo Claus (moeder van George)
- Gaston en Leo in 1991
- De Urbanusshow
- Vader Anseele

## Erkentelijkheid
- De zilvermedaille voor 25 jaar toneelwerk in 1952
- In Gentbrugge is de "Rosa Geingerstraat" naar haar genoemd.[2]
- De 6de cd van de Dreidekkers "'tÈs Fieste" is een remastering van 6 van Geinger oudere liedjes.